# Achoerodus

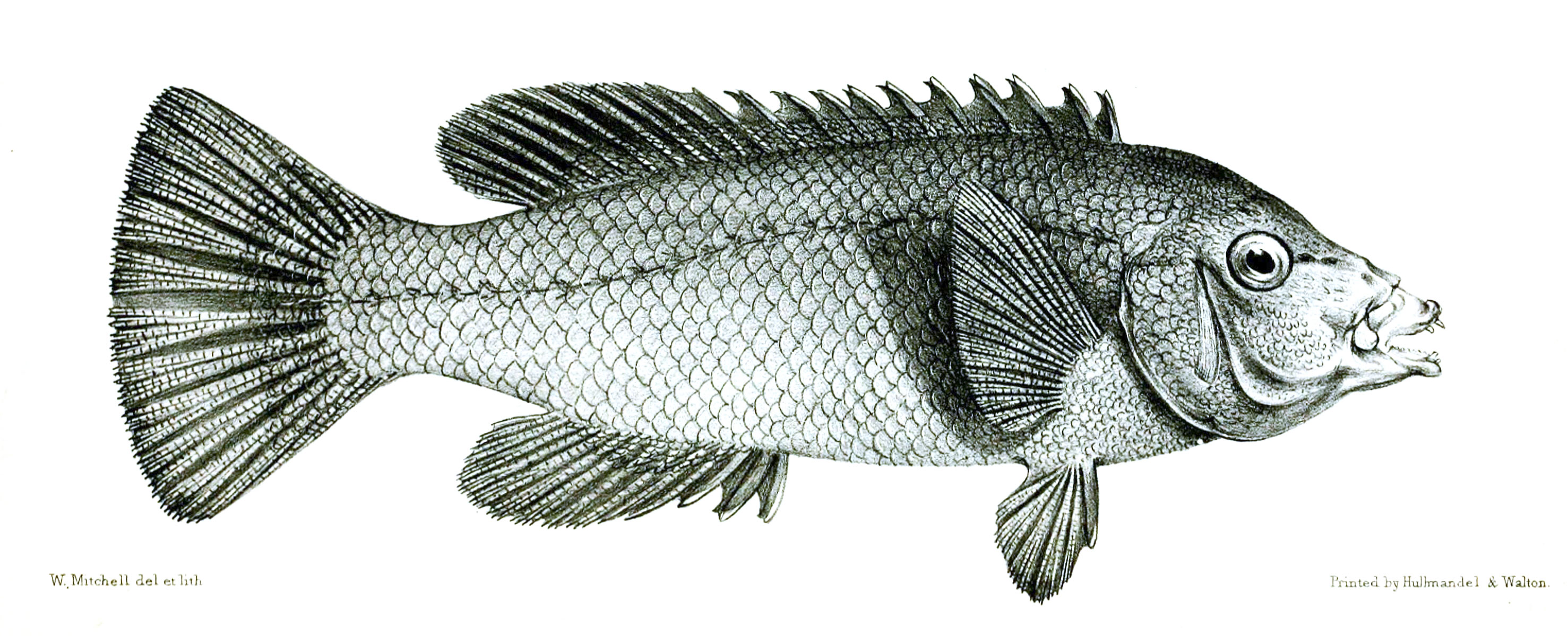
Achoerodus gouldii

Achoerodus – rodzaj ryb okoniokształtnych z rodziny wargaczowatych.

## Klasyfikacja
Gatunki zaliczane do tego rodzaju:
- Achoerodus gouldii
- Achoerodus viridis